# Mestečko
Mestečko (maďarsky Lednickisfalu) je obec na Slovensku v okrese Púchov. Žije zde 523 obyvatel. První písemná zmínka o obci pochází z roku 1471.